# 640
Cette page concerne l'année 640  du calendrier julien. Pour l'année 640 av. J.-C., voir 640 av. J.-C. Pour le nombre 640, voir 640 (nombre).
L'année 640 est une année bissextile qui commence un samedi.

## Événements

### Asie
- Le roi de Tourfan s’allie à des révoltés turcs pour barrer la route des caravanes entre la Chine, l’Inde et l’Iran. L'empereur de Chine Taizong intervient aussitôt et envoie le général Hou Junji qui prend la ville. Le bassin du Tarim devient un protectorat chinois[1].

### Proche-Orient
- 20 janvier, Égypte : victoire arabe sur la garnison byzantine de Péluse, qui est prise[2].
- Mai : raid arabe dans le Fayoum[3].
- Juillet : défaite de l'armée byzantine à la bataille d'Héliopolis[2].
- Septembre : début du siège de la forteresse de Babylone[3].
- 6 octobre : prise et pillage de Dvin en Arménie par les Arabes[4].
- Octobre :
  - Le patriarche d'Alexandrie Cyrus ouvre des négociations avec le général arabe, Amr[3]. Il est rappelé à Constantinople et disgracié par Héraclius[5].
  - Prise de Césarée par les Arabes.

- Des chrétiens monophysites d’Égypte se réfugient en Afrique du Nord et en Nubie[6].

### Europe
- 21 février : mort de Pépin de Landen, maire du palais d’Austrasie. Otton, nommé maire, est assassiné par le duc des Alamans à l’instigation de Grimoald, fils de Pépin, qui lui succède avec l’appui de l’évêque Cunipert[7].
- 21 mai : consécration à Rouen d'Éloi, évêque de Noyon-Tournai  et d'Ouen évêque de Rouen[8].
- 28 mai : consécration du pape Séverin (élu en 638, mort le 2 août)[9]. Il condamne l’Ecthèse d’Héraclius.
- 15 juin : date légendaire du duel entre Lydéric et Phinaert, lié à la fondation de la ville de Lille[10].
- 24 décembre : consécration du pape Jean IV le Damate (fin le 12 octobre 642)[11]. Il condamne à son tour le monothélisme.

## Décès en 640
- 20 janvier : Eadbald, roi du Kent depuis 616[12].
- 21 février : Pépin de Landen, maire du palais d'Austrasie[13].
- 18 juillet : Arnoul, évêque de Metz[14] (ou 641).
- 2 août : Séverin, pape[11].
- Zac-Kuk, reine maya de la cité de Palenque.
- Wang Xiaotong (né en 580), mathématicien chinois.